# Floresta secundária

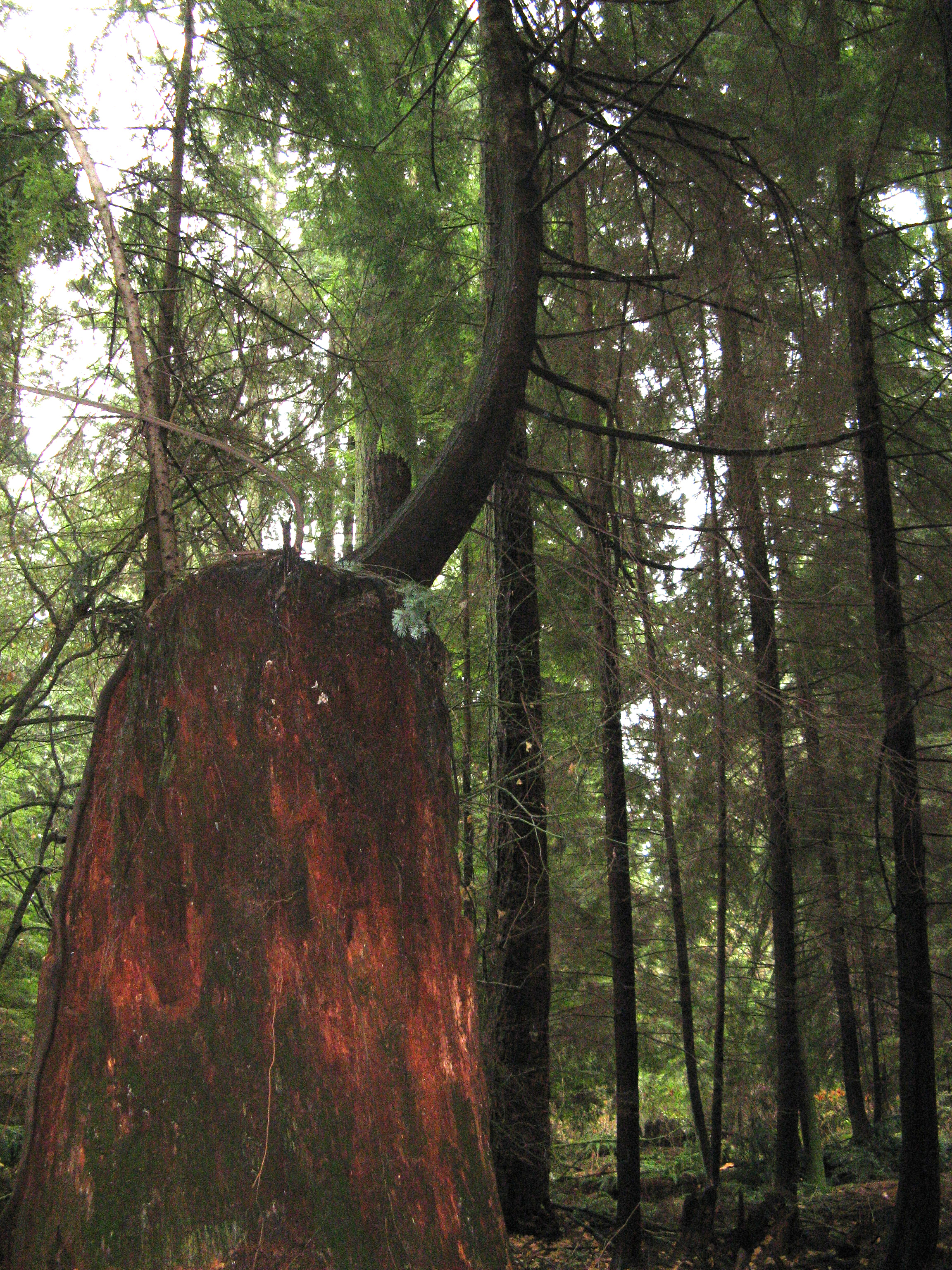
A floresta no Parque Stanley, Vancouver, Canadá é geralmente considerado como tendo características de crescimento secundário. Esta foto mostra a regeneração, uma árvore que cresce fora do tronco de uma outra árvore que foi derrubada em 1962.

Floresta secundária é uma floresta ou mata que se tem recultivado após uma grande perturbação, como fogo, corte de madeira ou devido ao vento, por um período longo o suficiente para que os efeitos da perturbação já não sejam evidentes. 
Distingue-se de uma floresta primária ou floresta de crescimento antigo, por esta não ter sofrido tais interrupções.

## Descrição
Dependendo da floresta, o desenvolvimento de características primárias podem levar vários séculos. As florestas  do leste dos Estados Unidos, por exemplo, podem desenvolver características primárias em uma ou duas gerações de árvores, ou seja, de 150 a 500 anos. As florestas secundárias tendem a ter mais árvores espaçadas que as florestas primárias e contêm mais vegetação rasteira. 
Florestamento secundário é comum em áreas onde as florestas foram perdidas pelo método corte e queima, um componente do sistema de agricultura itinerante.
Hoje a maior parte da floresta dos Estados Unidos, a parte oriental da América do Norte e a Europa consistem de floresta secundária.

## As florestas tropicais
No caso de florestas tropicais, onde os níveis de nutrientes do solo são caracteristicamente baixos, a qualidade do solo pode ser significativamente diminuída após a remoção de floresta primária. No Panamá, o crescimento de novas florestas em terras agrícolas abandonadas ultrapassou a perda de floresta primária em 1990.  No entanto, devido à diminuição da qualidade do solo, entre outros fatores, uma maioria significativa de espécies da floresta primária não consegue se recuperar nessas florestas secundárias.